# Babaeski (district)
Babaeski is een Turks district in de provincie Kırklareli en telt 51.815 inwoners (2007). Het district heeft een oppervlakte van 633,4 km².
De bevolkingsontwikkeling van het district is weergegeven in onderstaande tabel.
| 1997   | 2000   | 2007   |
| ------ | ------ | ------ |
| 50.526 | 53.655 | 51.815 |